# 東部毛狐猴
東部毛狐猴（学名 Avahi laniger）是毛狐猴屬的一种，产于马达加斯加东部的潮湿森林中。它们在夜间活动，一般体长为27-29厘米，尾长33-37厘米，体重1-1.3公斤。以树叶和嫩芽为食。

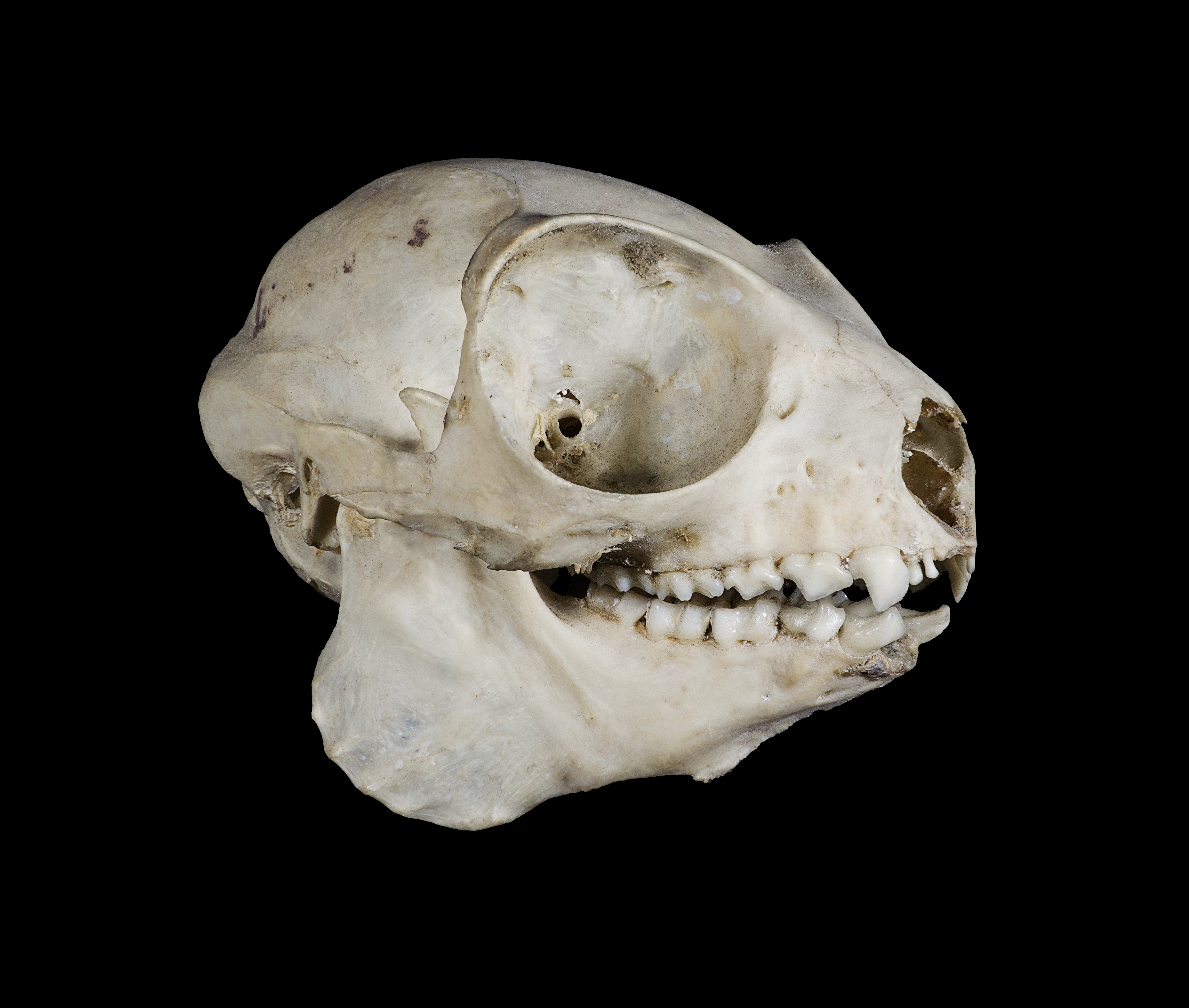
头骨